# Emily Mortimer
Pour les articles homonymes, voir Mortimer.
Emily Mortimer, née le 6 octobre 1971 à Londres, (Royaume-Uni), dans le quartier d'Hammersmith, est une actrice, réalisatrice et scénariste britannico-américaine.

## Biographie

### Enfance et scolarité
Emily Kathleen Anne Mortimer naît le 6 octobre 1971 dans le quartier d'Hammersmith à Londres, au Royaume-Uni. Elle est la fille de l'avocat et écrivain John Mortimer, auteur de la série de romans policiers Rumpole, et de sa seconde épouse, Penelope (née Gollop). Elle a une sœur cadette, Rosie, et un demi-frère et une demi-sœur plus âgés, Sally Silverman et Jeremy, issus du premier mariage de son père avec l'auteure Penelope Fletcher. Elle a également un autre demi-frère, Ross Bentley, né de la liaison de son père avec l'actrice Wendy Craig.
Elle a étudié à la St Paul's Girls' School, dans l'ouest de Londres, faisant sa scolarité dans cette école en même temps que Rachel Weisz, où elle est apparue dans plusieurs productions scolaires. Emily Mortimer étudie la langue russe au Lincoln College, un des collèges de l'université d'Oxford. Elle reçoit son diplôme en 1994, avant d’étudier l'art dramatique au Moscow Arts Theatre School.

### Carrière

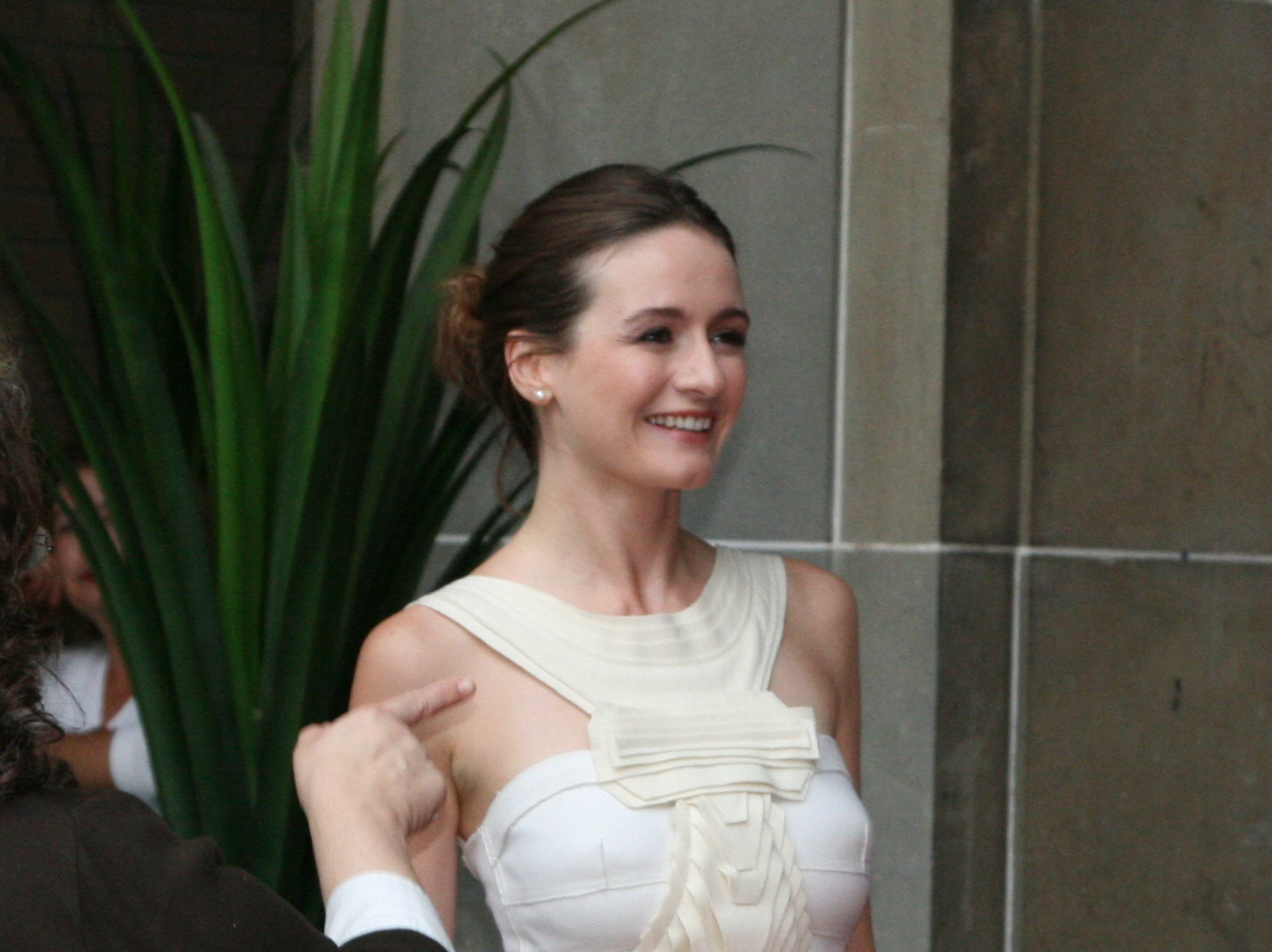
Emily Mortimer lors de la première de The Girl in the Park,
le 9 septembre 2007 à Toronto.

Avant de devenir actrice, Mortimer a écrit une chronique pour le Daily Telegraph et a été également scénariste pour l'adaptation des mémoires de Lorna Sage (en), Bad Blood,.
Elle joua dans plusieurs pièces de théâtre tout en étudiant à l'université d'Oxford, et en participant à une production étudiante, elle est repérée par un producteur qui l'engagera plus tard pour un rôle dans l'adaptation télévisée de The Glass Virgin, de Catherine Cookson (en), en 1995,. Par la suite, elle participe à d'autres productions télévisées, tels que Sharpe's Sword et La Dynastie des Carey-Lewis : Le Grand Retour. Elle apparaît également dans plusieurs productions théâtrales bien accueillies, comme The Lights au Royal Court Theatre et Le Marchand de Venise au Lyceum Theatre d'Édimbourg. Elle s’est également distinguée au sein de l’équipe de comédiens de Bright Young Things.
En 1996, elle fait ses débuts au cinéma en incarnant l'épouse de Val Kilmer dans le film d'aventure L'Ombre et la proie, réalisé par Stephen Hopkins. Par la suite, elle participe à plusieurs films comme Le Saint, où elle côtoie de nouveau Val Kilmer, Elizabeth, Coup de foudre à Notting Hill et fait même ses débuts aux États-Unis dans le film d'horreur Scream 3 et la comédie familiale Sale Môme, où elle partage la vedette avec Bruce Willis dans ce qui est son plus grand rôle dans un film américain. Elle a tourné sous la direction de Kenneth Branagh dans Peines d'amour perdues, durant lequel elle rencontre celui qui deviendra son époux, Alessandro Nivola.
Ce n'est pourtant qu'en 2001 qu'elle décroche un premier grand rôle dans la comédie Lovely & Amazing, saluée par la critique et qui a obtenu un succès au Festival de Toronto, où sa prestation lui vaut d'obtenir l'Independent Spirit Award de la meilleure actrice dans un second rôle. Partageant sa vie entre les États-Unis et le Royaume-Uni, elle enchaîne les films, notamment en incarnant une criminelle dans Le 51e État, en étant la partenaire d'Ewan McGregor dans Young Adam et en devenant la mère d'un enfant muet dans Dear Frankie.
La consécration venant du public viendra en 2005 avec Match Point, de Woody Allen, où elle incarne la petite amie trompée de Jonathan Rhys-Meyers. Le film obtient un énorme succès en salles et les éloges de la critique.
Elle alterne grosses productions, comme La Panthère Rose et La Panthère rose 2 et films d'auteur ou film à distribution limité comme Paris, je t'aime, Transsibérien et Une fiancée pas comme les autres, où elle devient la belle-sœur de Ryan Gosling, qui lui vaut d'être nommée au Satellite Award de la meilleure actrice dans un rôle secondaire, tout en continuant à tourner pour la télévision, notamment trois épisodes de la série humoristique 30 Rock.
Suivront deux thrillers, étant tour à tour un inspecteur de police dans Harry Brown et une patiente d'un hôpital psychiatrique dans Shutter Island, de Martin Scorsese, qu'elle retrouvera pour Hugo Cabret en 2011. En 2012, elle incarne le rôle de Mackenzie MacHale, productrice d'une émission TV, dans la série d'Aaron Sorkin The Newsroom. En 2013, elle crée et joue dans la série comique Doll & Em, avec son amie de longue date, l'actrice et humoriste Dolly Wells,.
Toujours très active, elle partage l'affiche avec Charlotte Rampling et Jim Broadbent de À l'heure des souvenirs (2017), puis croise Kristin Scott Thomas pour The Party. Elle est enfin au générique de The Bookshop avec Bill Nighy et Patricia Clarkson, Du miel plein la tête avec Matt Dillon et Nick Nolte, Le Retour de Mary Poppins aux côtés d'Emily Blunt et de Ben Whishaw.

### Vie personnelle
Elle est mariée depuis 2003 à l'acteur américain Alessandro Nivola, rencontré sur le tournage de Peines d'amour perdues, avec lequel elle a eu deux enfants (l'acteur Sam Nivola, né en septembre 2003 et May Rose, née en janvier 2010).
Depuis 2010, elle est naturalisée américaine afin d'éviter de payer des droits de succession dans le cas où quelque chose arriverait à son mari. Emily Mortimer s'est déclarée athée.

## Filmographie

### Cinéma
- 1996 : L'Ombre et la Proie (The Ghost and the Darkness) de Stephen Hopkins : Helena Patterson
- 1996 : Le dernier des grands rois (The Last of the High Kings) de David Keating : Romy Thomas
- 1997 : Le Saint (The Saint) de Phillip Noyce : Femme dans l'avion
- 1998 : Elizabeth de Shekhar Kapur : Kat Ashley
- 1999 : Coup de foudre à Notting Hill (Notting Hill) de Roger Michell : La fille parfaite
- 1999 : Killing Joe de Mehdi Norowzian (court-métrage)
- 2000 : Scream 3 de Wes Craven : Angelina Tyler
- 2000 : Peines d'amour perdues (Love's Labour's Lost) de Kenneth Branagh : Katherine
- 2000 : Il était une fois Jésus (The Miracle Maker) de Derek W. Hayes et Stanislav Sokolov : Marie de Nazareth (voix)
- 2000 : Sale Môme (The Kid) de Jon Turteltaub : Amy
- 2001 : Lovely and Amazing de Nicole Holofcener : Elizabeth Marks
- 2001 : Le 51e État (The 51st State) de Ronny Yu : Dakota Parker
- 2003 : A Foreign Affair (en) de Helmut Schleppi : Angela Beck
- 2003 : Nobody Needs to Know de Azazel Jacobs : Emily
- 2003 : Amour interdit (The Sleeping Dictionary) de Guy Jenkin : Cecil
- 2003 : Bright Young Things de Stephen Fry : Nina Blount
- 2003 : Young Adam de David Mackenzie : Cathie Dimly
- 2004 : Dear Frankie de Shona Auerbach : Lizzie
- 2005 : Le Château ambulant (Hauru no ugoku shiro) de Hayao Miyazaki : Sophie, jeune (voix anglaise)
- 2005 : Match Point de Woody Allen : Chloe Hewett Wilton
- 2006 : La Panthère rose (The Pink Panther) de Shawn Levy : Nicole
- 2006 : Paris, je t'aime de Wes Craven : Frances (segment Père-Lachaise)
- 2006 : Rabbit Fever de Ian Denyer : elle-même
- 2007 : Chaos Theory de Marcos Siega : Susan Allen
- 2007 : Une fiancée pas comme les autres (Lars and the Real Girl) de Craig Gillespie : Karin
- 2007 : Elizabeth : L'Âge d'or (Elizabeth: The Golden Age) de Shekhar Kapur : Kate
- 2008 : Transsibérien (Transsiberian) de Brad Anderson : Jessie
- 2008 : Redbelt de David Mamet : Laura Black
- 2009 : City Island de Raymond De Felitta : Molly
- 2009 : La Panthère rose 2 (The Pink Panther 2) d'Harald Zwart : Nicole
- 2009 : Harry Brown de Daniel Barber : Inspecteur Alice Frampton
- 2010 : Shutter Island de Martin Scorsese : Rachel Solando
- 2010 : Leonie de Hisako Matsui : Leonie
- 2011 : Cars 2 de John Lasseter : Holley Shiftwell (voix)
- 2011 : Our Idiot Brother de Jesse Peretz : Liz Rochlin Anderson
- 2011 : Hugo Cabret (Hugo) de Martin Scorsese : Lisette
- 2014 : Rio, I Love You (Rio, Eu Te Amo), segment La Fortuna de Paolo Sorrentino : Dorothy
- 2015 : Ten Thousand Saints de Shari Springer Berman et Robert Pulcini : Diane
- 2015 : Lady Grey d'Alain Choquart : Olive
- 2016 : Wig Shop (court-métrage) de Kat Coiro : Chaya
- 2016 : Spectral de Nic Mathieu : Fran Madison
- 2017 : À l'heure des souvenirs (The Sense of an Ending) de Ritesh Batra : Sarah Ford
- 2017 : The Party de Sally Potter : Jinny
- 2017 : The Bookshop d'Isabel Coixet : Florence Green
- 2018 : Write When You Get Work de Stacy Cochran (en) : Nan Noble
- 2018 : Du miel plein la tête (Head full of honey) de Til Schweiger : Sarah
- 2018 : Le Retour de Mary Poppins (Mary Poppins Returns) de Rob Marshall : Jane Banks
- 2019 : Lost Holiday de Michael Kerry Matthews et Thomas Matthews : la commentatrice radio
- 2019 : La Philo de Phil (Phil) de Greg Kinnear : Alicia
- 2019 : Good Posture de Dolly Wells : Julia Price
- 2019 : Mary de Michael Goi : Sarah
- 2020 : Relic de Natalie Erika James : Kay
- 2024 : Paddington au Pérou (Paddington in Peru) de Dougal Wilson : Mrs Brown

### Télévision

#### Téléfilms
- 1995 : Sharpe's Sword de Tom Clegg : Lass
- 1996 : Lord of Misrule de Guy Jenkin : Emma
- 1997 : Meurtres à Badger's Drift- Pilote de la série TV Inspecteur Barnaby - (The Killings at Badger's Drift) de Jeremy Silberston : Katherine Lacey
- 1998 : La Dynastie des Carey-Lewis : Le Grand Retour (Coming Home) de Giles Foster : Judith Dunbar adulte
- 1998 : Cider with Rosie de Charles Beeson : Miss Flynn
- 1999 : L'Arche de Noé (Noah's Ark) de John Irvin : Esther
- 2002 : Jeffrey Archer: The Truth de Guy Jenkin : Lady Diana - Princess of Wales

#### Séries télévisées
- 1994 : Under the Hammer : Angela (1 épisode)
- 1997 : Blue Heelers : Kelly Andrews (1 épisode)
- 1995 : The Glass Virgin : Annabella Lagrange (1 épisode)
- 1996 : Inspecteur Wexford (The Ruth Rendell Mysteries) : Elvira Crossland (1 épisode)
- 1996 : Affaires non classées (Silent Witness) : Fran (2 épisodes)
- 1996 : Jack and Jeremy's Real Lives (1 épisode)
- 1996 : No Bananas : Una (6 épisodes)
- 1997 : A Dance to the Music of Time : Polly Duport (1 épisode)
- 2007 : 30 Rock : Phoebe (3 épisodes)
- 2012-2014 : The Newsroom : MacKenzie McHale (25 épisodes)
- 2013-2015 : Doll & Em : Emily (12 épisodes)
- 2018 : Shatterbox, épisode 2 : Hanka
- 2020 : Don't Look Deeper (mini-série) de Catherine Hardwicke : Sharon
- 2021 : A la poursuite de l'amour (The Pursuit of Love) (mini-série) d'elle-même : la boulonneuse
- 2024 : The New Look : Elsa Lombardi

## Voix francophones
En France, Emily Mortimer est régulièrement doublée par Rafaèle Moutier.
Au Québec, l'actrice n'a pas de voix française régulière.